# جان فردریک لوئیز

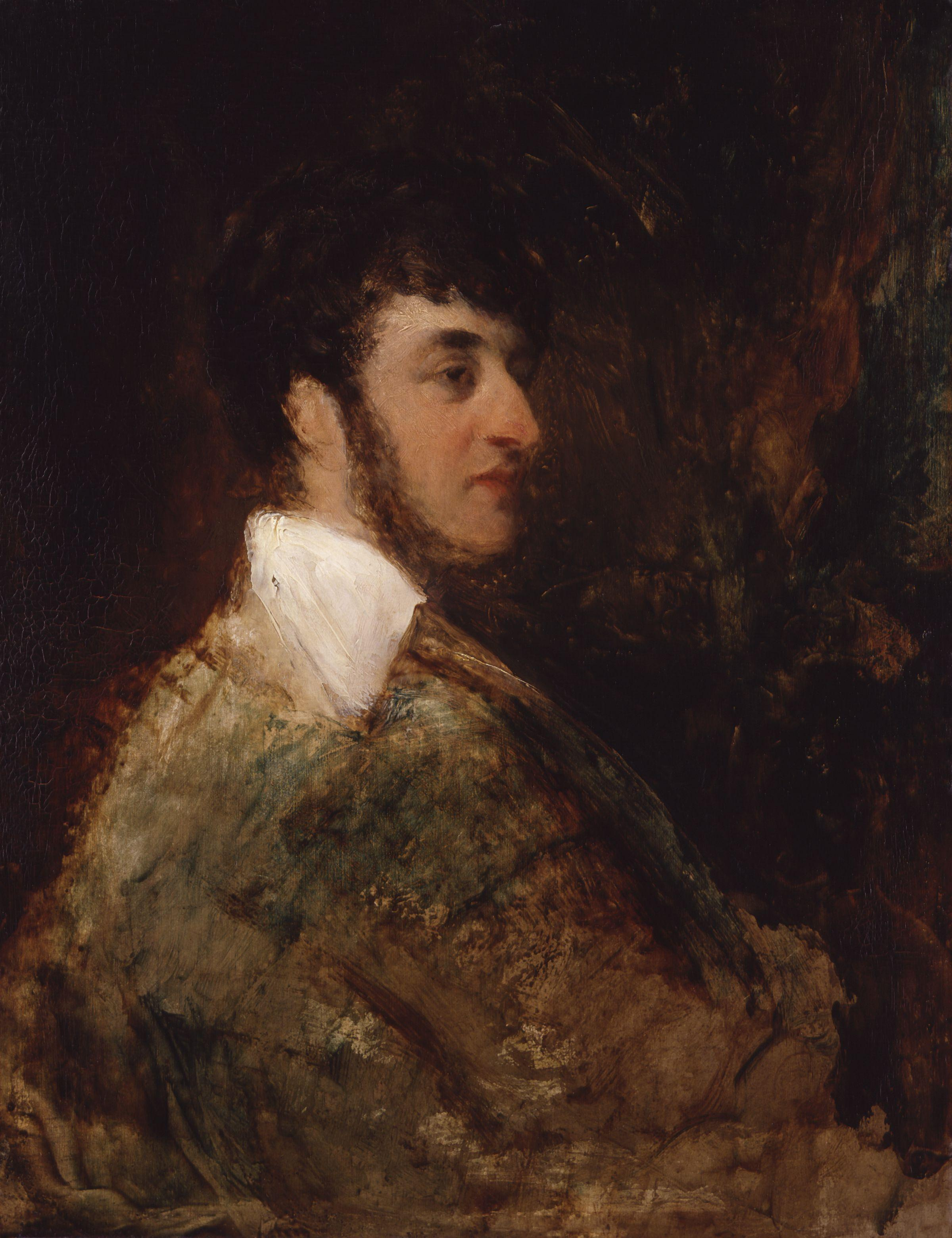

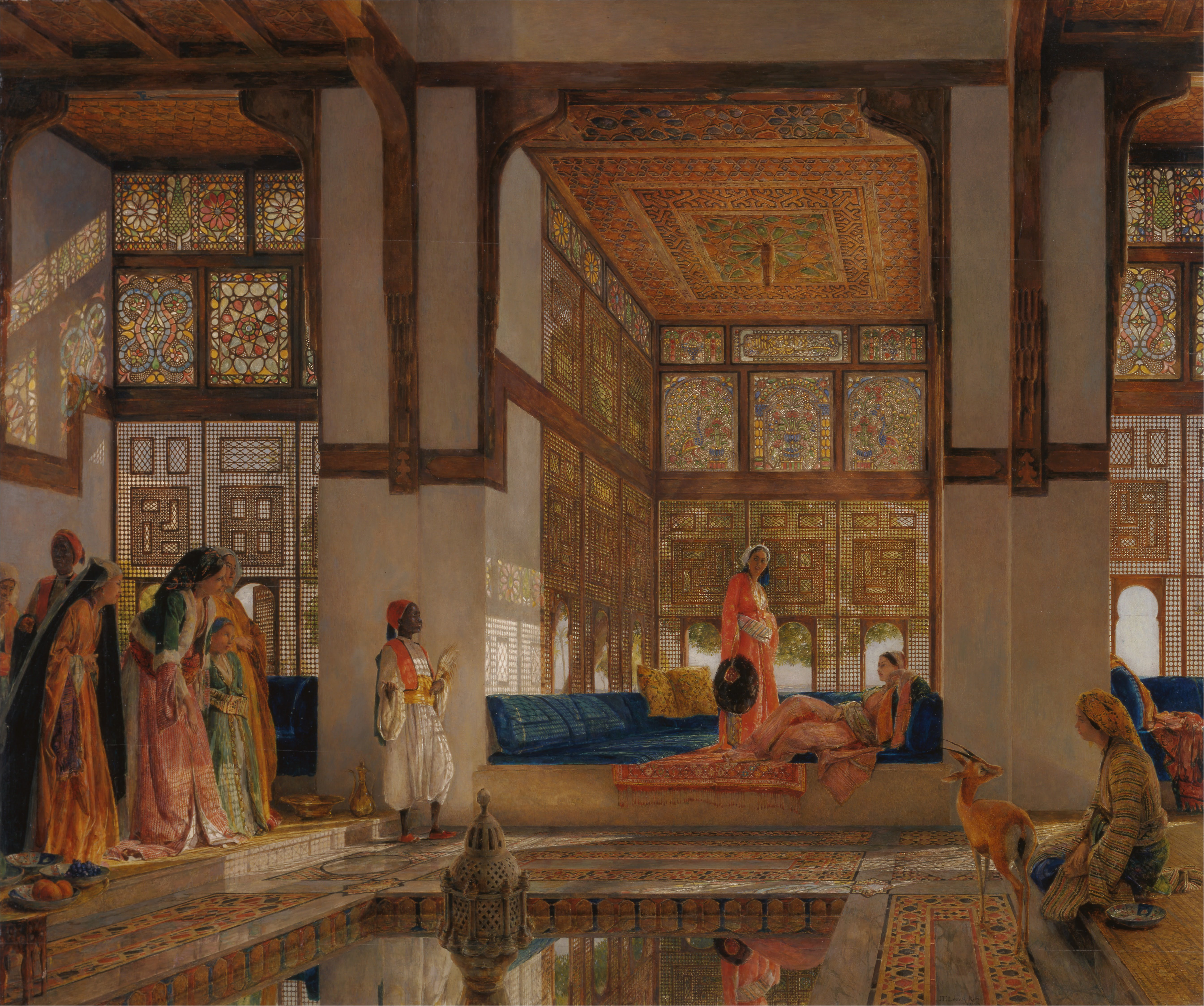
مهمانی، نام اثری است از اندرونی یک حرم‌سرای عثمانی که در سال۱۸۷۳ میلادی، توسط جان فردریک لوئیز خلق شد. این اثر اکنون در مالکیت مرکز هنر بریتانیا در ییل قرار دارد.

جان فردریک لوئیز (به انگلیسی: John Frederick Lewis) (۱۴ ژوئیه ۱۸۰۵ - ۱۵ اوت ۱۸۷۶) نقاش شرق‌شناس انگلیسی بود. تخصص وی در خلق نقاشی‌های جوامع خاورمیانهای و شرقی بود.
بسیاری از آثار وی هم‌اکنون در موزه تیت بریتانیا نگهداری می‌شوند.
از آثار برجسته وی می‌توان به تابلوهای حیاط خانه اسقف اعظم قبطی در قاهره (۱۸۶۴) پذیرایی بانوی خانه از مهمان‌ها (۱۸۷۳) بر سر سفره غذای ظهر (۱۸۷۵)، مفسر قرآن (۱۸۶۹)، زندگی در حرمسرا (۱۸۵۷)، اردوگاه در بیابان نزدیک کوه سینا (۱۸۴۲)

## نگارخانه

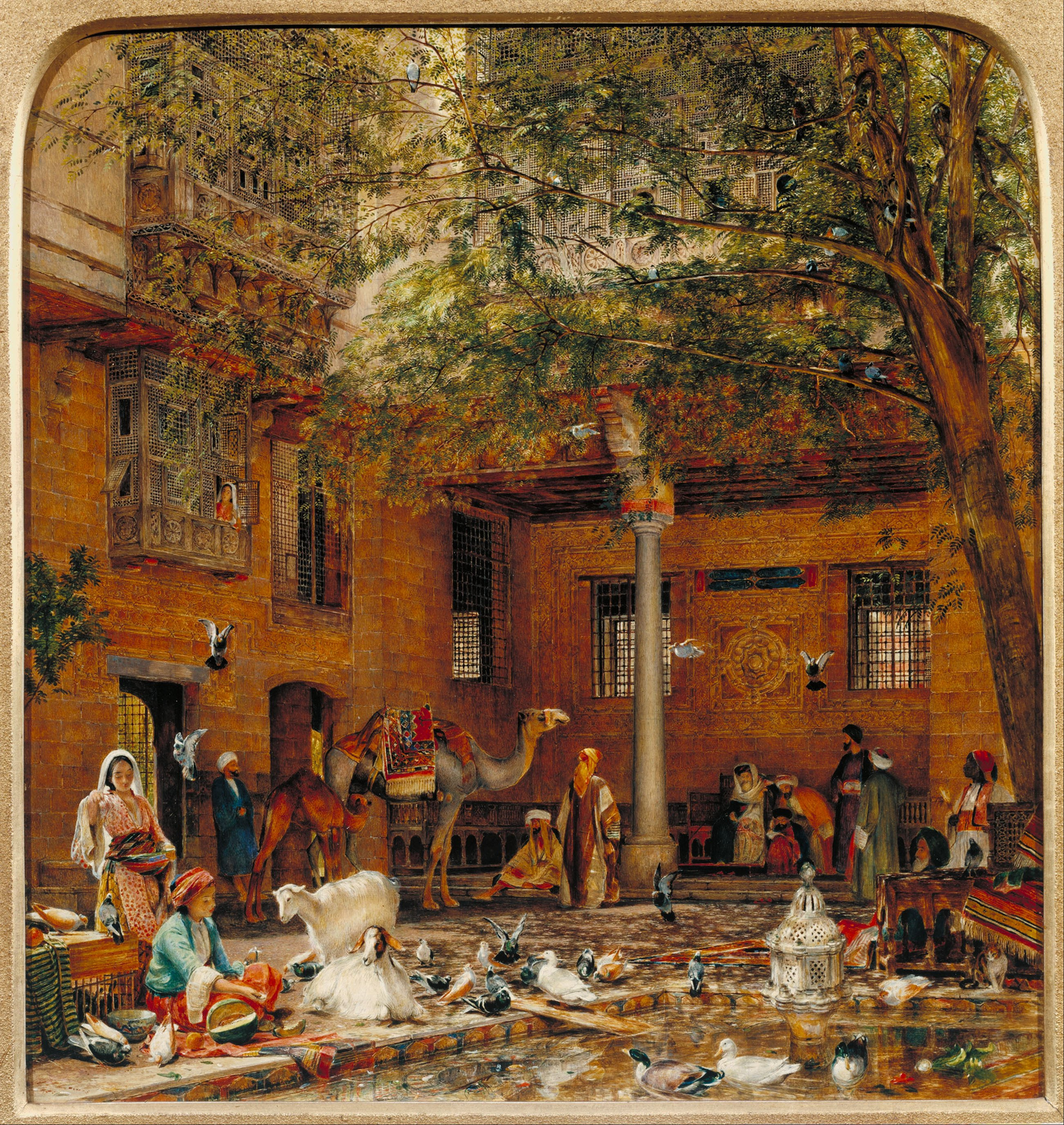
حیاط اندرونی خانهٔ رهبر مذهبی کلیسای ارتدکس قبطی در قاهره
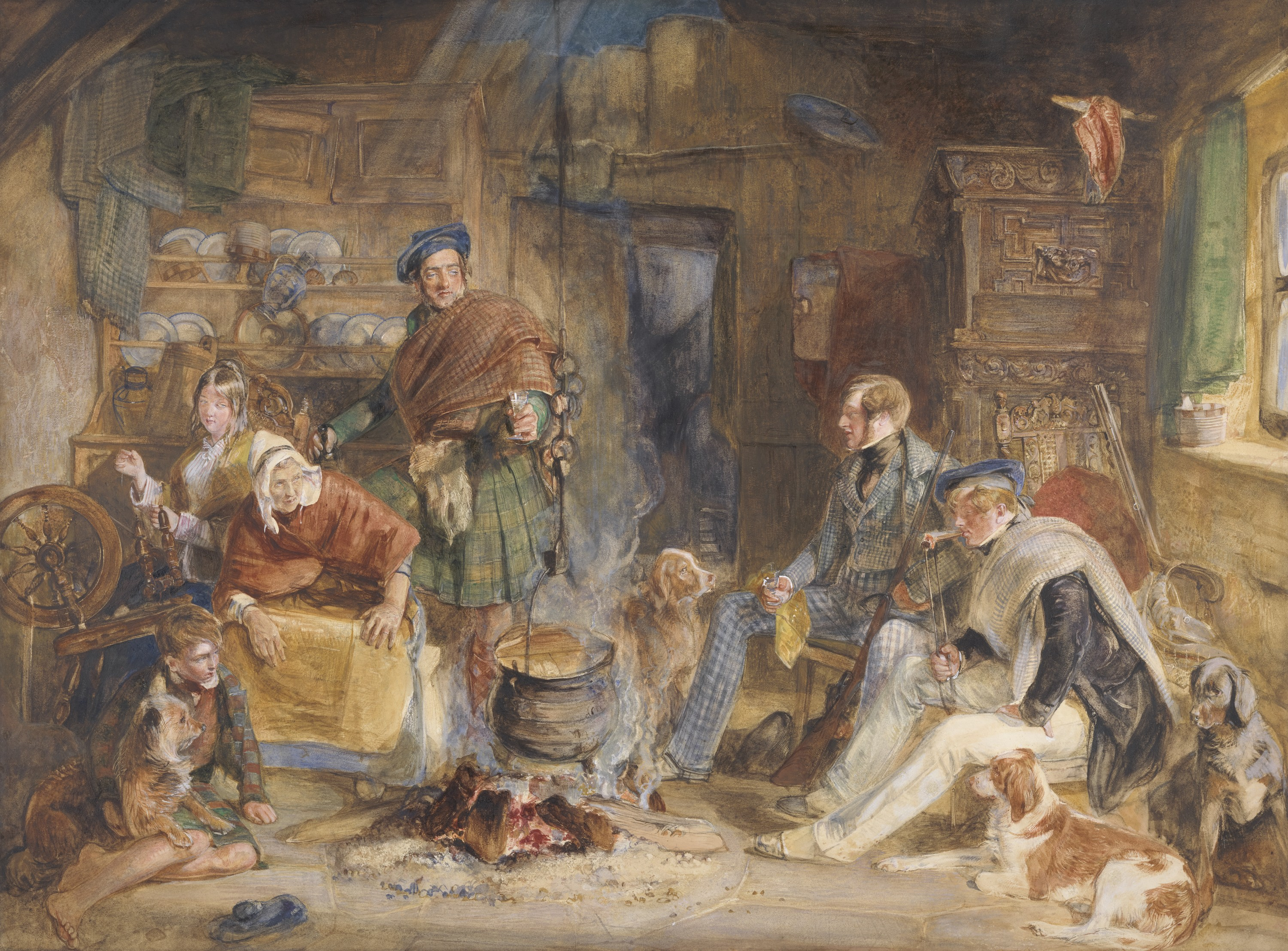
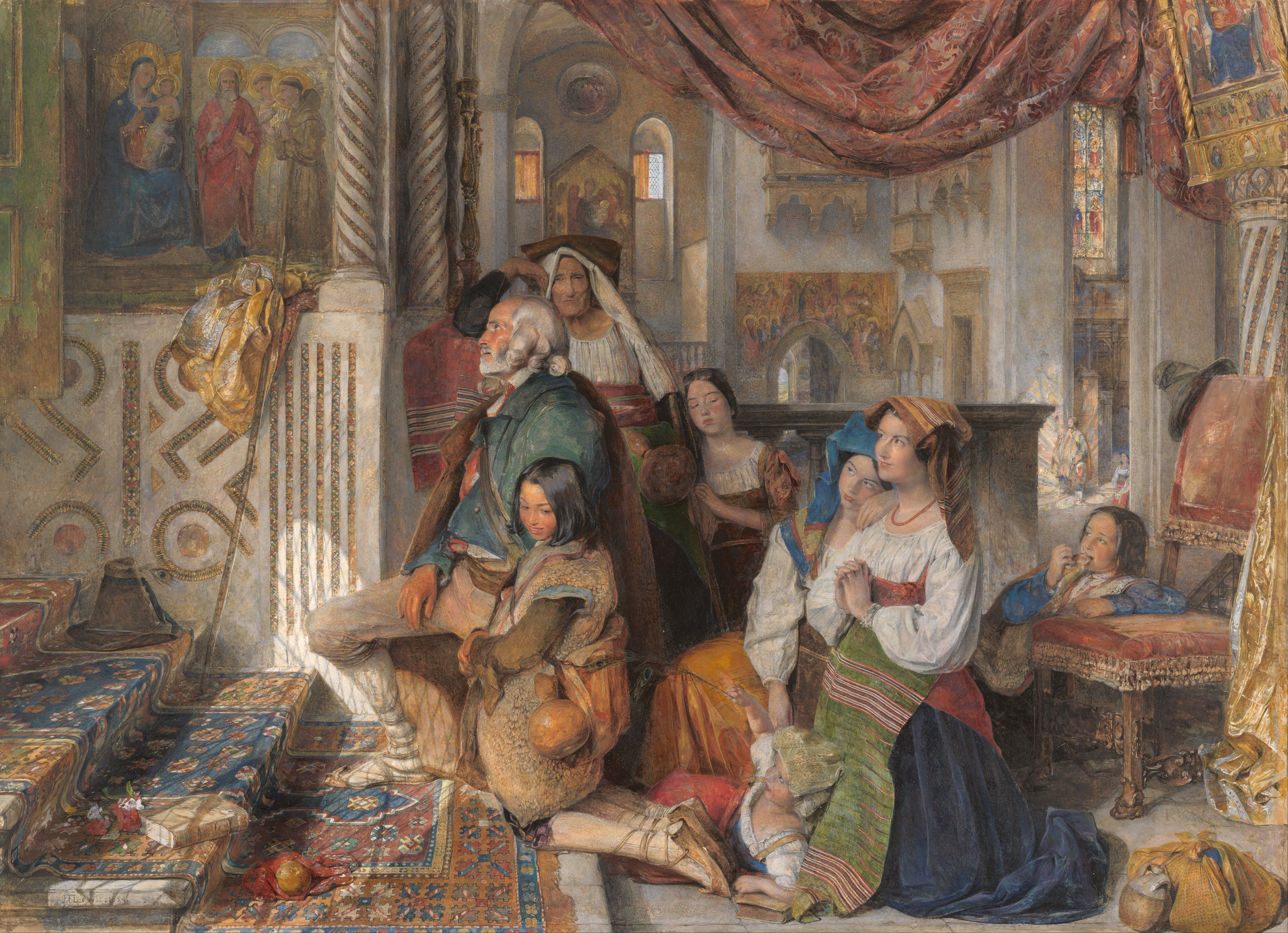
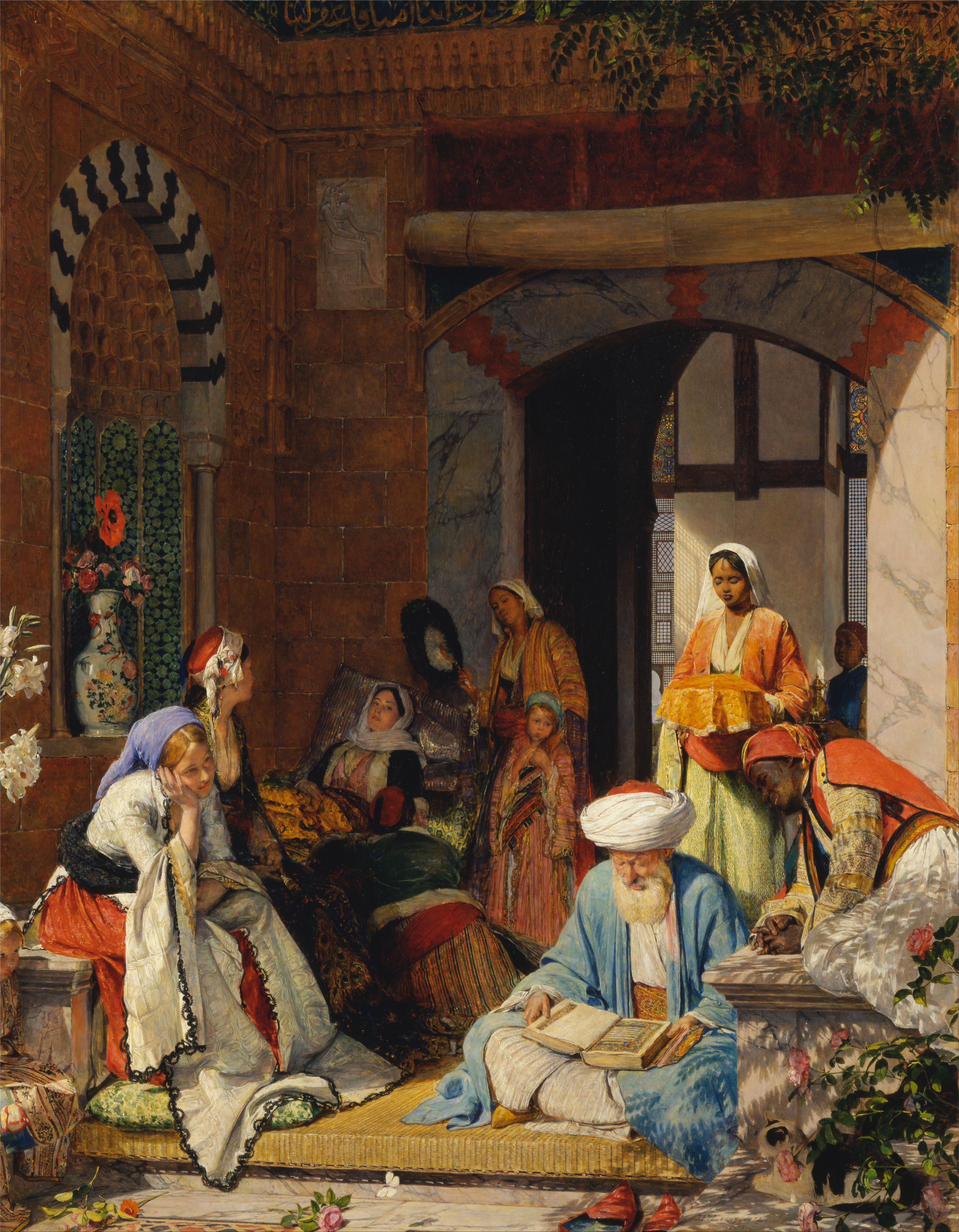
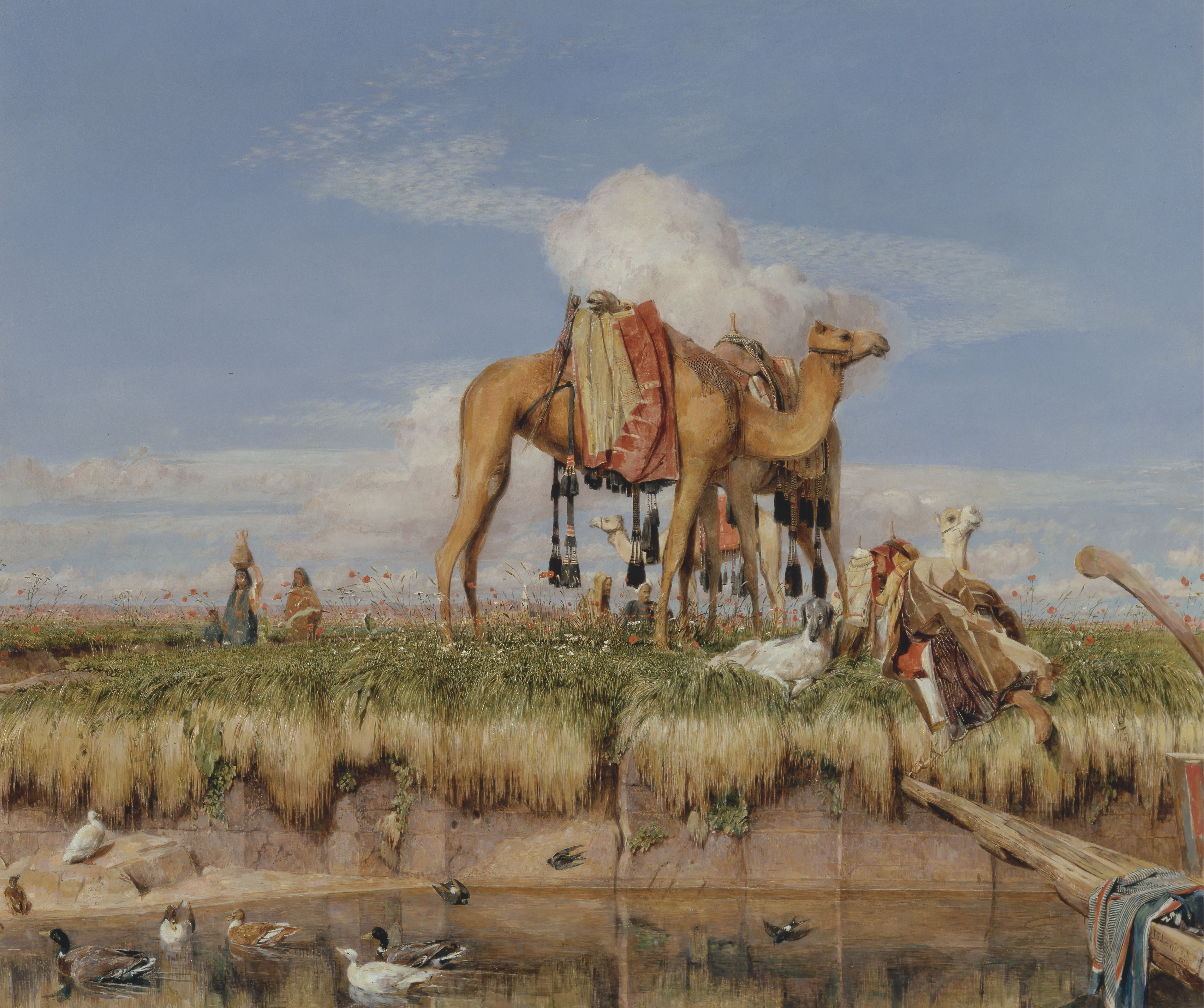
۱۸۶۴ م.
موزهٔ تیت بریتانیا